# Gilbert Cannan

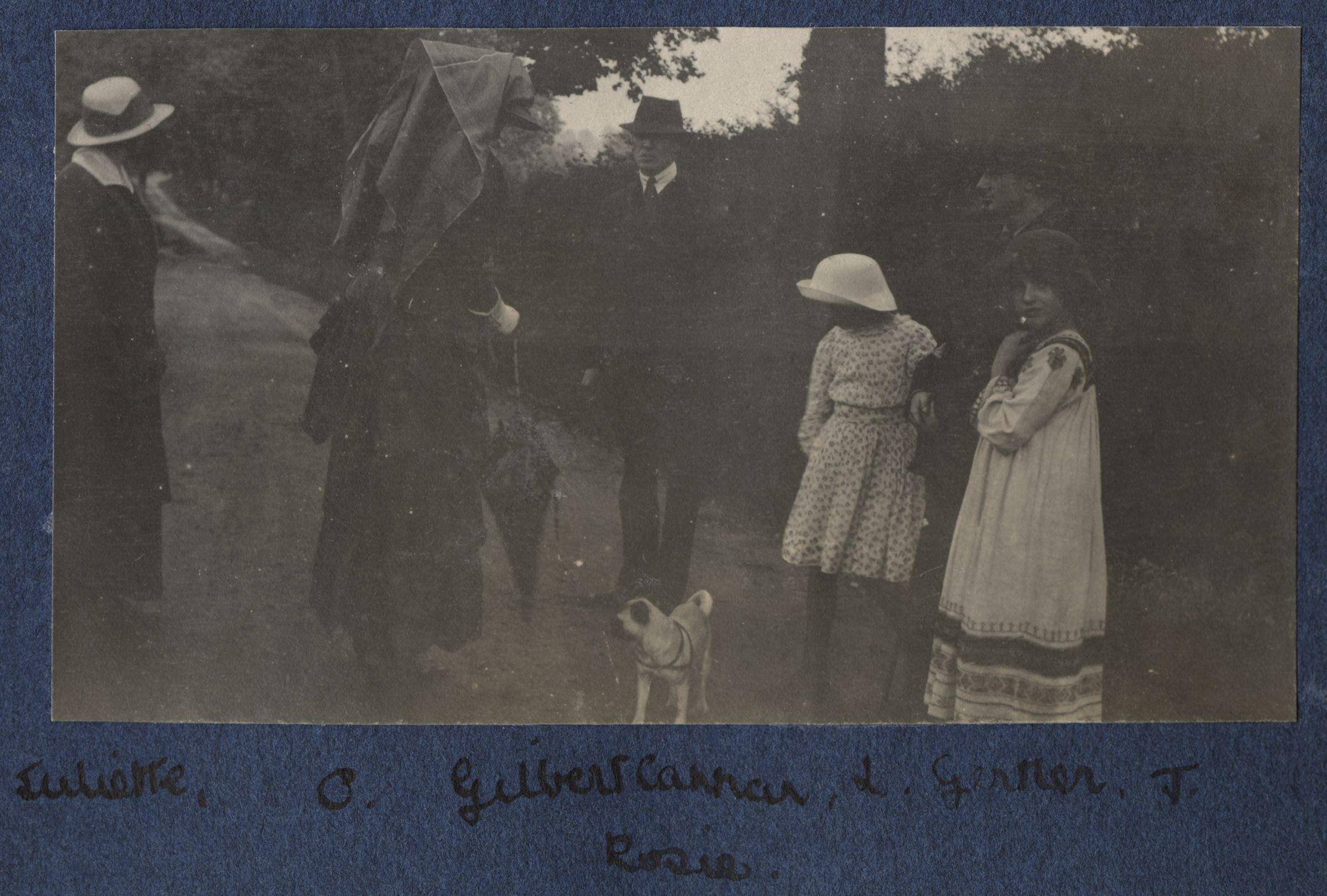
Cannan med Lady Ottoline Morrell och Mark Gertier.

Gilbert Cannan, född 25 juni 1884 i Manchester, död 30 juni 1955 nära Virginia Water, var en brittisk författare. 
Cannan utgav en rad romaner, däribland debutromanen Peter Homunclus (1909), Little Brother (1912), Round the Corner (1913), The Release of the Soul (1920). Med sin ironi och sina skarpt och originellt formulerade reflexioner över tillvaron och samlivet påminner Cannan ganska mycket om Samuel Butler, vilket han även behandlade i en studie 1915. Bland hans dramatiska arbeten märks det, av John Millington Synge inspirerade, på dialekt skrivna Mary's Wedding (1912) och Seven Plays (1923).